# Джерело в ур. Цемкалка
Джерело́ в ур. Це́мкалка — гідрологічна пам'ятка природи місцевого значення в Україні. Об'єкт природно-заповідного фонду Сумської області.  
Розташована на північ від села Вощилиха Роменського району Сумської області.

## Характеристика
Площа — 0,02 га. Статус присвоєно згідно з рішенням Сумського Облвиконкому № 227 10.12.1990 року. Перебуває у віданні ДП «Роменське лісове господарство» (Томашівське л-во, кв. 12, вид. 12). 
Статус присвоєно для збереження джерела (криниці) з питною водою з хорошим смаком.

### Статус не підтверджено
Станом на 1.01.2016 року об'єкт не міститься в офіційних переліках територій та об'єктів природно-заповідного фонду, оприлюднених на Єдиному державному вебпорталі відкритих даних http://data.gov.ua/ [Архівовано 4 травня 2016 у Wayback Machine.]. Проте ні в Міністерстві екології та природних ресурсів України, ні у Департаменті екології та природних ресурсів Сумської обласної державної адміністрації відсутня інформація про те, коли і яким саме рішенням було скасовано даний об'єкт природно-заповідного фонду. Таким чином, причина та дата скасування на сьогодні не відома.